# Liste der Fahnenträger der bangladeschischen Mannschaften bei Olympischen Spielen
Die Liste der Fahnenträger der bangladeschischen Mannschaften bei Olympischen Spielen listet chronologisch alle Fahnenträger bangladeschischer Mannschaften bei den Eröffnungsfeiern und Abschlusszeremonien Olympischer Spiele auf.

## Liste der Fahnenträger
| Mannschaft             | Veranstaltung | Fahnenträger (EF)     | Fahnenträger (AF) |
| ---------------------- | ------------- | --------------------- | ----------------- |
| 1984 in Los Angeles    | Sommerspiele  | Saidur Rahman Dawn    |                   |
| 1988 in Seoul          | Sommerspiele  | Bazlur Mohamed Rahman |                   |
| 1992 in Barcelona      | Sommerspiele  |                       |                   |
| 1996 in Atlanta        | Sommerspiele  | Saiful Alam           |                   |
| 2000 in Sydney         | Sommerspiele  | Sabrina Sultana       |                   |
| 2004 in Athen          | Sommerspiele  | Asif Khan             | Asif Khan         |
| 2008 in Peking         | Sommerspiele  | Mohammed Rana         | Nahar Beauty      |
| 2012 in London         | Sommerspiele  | Rahman Mahfizur       | LOCOG-Mitglied    |
| 2016 in Rio de Janeiro | Sommerspiele  | Mohammad Rahman       | Shamoli Ray       |
| 2020 in Tokio          | Sommerspiele  | Md Ariful Islam       | Volunteer         |
| 2024 in Paris          | Sommerspiele  | Sagor Islam           | Sonia Khatun      |

Anmerkung: (EF) = Eröffnungsfeier, (AF) = Abschlussfeier

## Statistik
| Rang    | Sportart       | EF | AF | ∑  |
| ------- | -------------- | -- | -- | -- |
| 1       | Schießen       | 3  | 1  | 4  |
| 2       | Schwimmen      | 4  | 1  | 5  |
| 3       | Leichtathletik | 1  | 1  | 2  |
| 4       | Bogenschießen  | 1  | 1  | 2  |
| 4       | Golf           | 1  | 0  | 1  |
| 4       | OK-Mitglied    | 0  | 1  | 1  |
| 4       | Volunteer      | 0  | 1  | 1  |
| Gesamt: | Gesamt:        | 10 | 6  | 16 |

| Rang                   | Sportart | EF | AF | ∑ |
| ---------------------- | -------- | -- | -- | - |
| bisher keine Teilnahme |          |    |    |   |
| Gesamt:                | Gesamt:  | 0  | 0  | 0 |

| Rang    | Sportart       | EF | AF | ∑  |
| ------- | -------------- | -- | -- | -- |
| 1       | Schießen       | 3  | 1  | 4  |
| 2       | Schwimmen      | 4  | 1  | 5  |
| 3       | Leichtathletik | 1  | 1  | 2  |
| 4       | Bogenschießen  | 1  | 1  | 2  |
| 4       | Golf           | 1  | 0  | 1  |
| 4       | OK-Mitglied    | 0  | 1  | 1  |
| 4       | Volunteer      | 0  | 1  | 1  |
| Gesamt: | Gesamt:        | 10 | 6  | 16 |